# Karsten Skov
Karsten Skov (født 1963 i Sønderborg) er en dansk romanforfatter, fagbogsforfatter og lektor. Han har en mastergrad i IT og gået på forfatterskolen på Syddansk Universitet (Creative writing).
Har i mange år arbejdet med fag- og lærebøger inden for IT-området. Debuterede i februar 2013 med romanen Knacker, som foregår i Sønderjylland under 1. Verdenskrig. Spillefilmen I krig & kærlighed er inspireret af romanen Knacker. 
Sommeren 2022 blev han tildelt Johanne Hansens legat med følgende begrundelse: For med sine romaner at sætte fokus på relationerne mellem den danske og den tyske befolkning i grænselandet. 

### Romaner
- Knacker, 2013 (Mellemgaard)
- Enkeland, 2018 (Hovedland)
- Under samme måne, 2020 (Hovedland)
- Ammi, 2025 (Hovedland)

### Faglitteratur
- Systemadministration, Teknisk forlag 1994. Skrevet sammen med Werner Kuhn.
- Visual Basic tips og tricks, IDG 1999
- Introduktion til Systemadministration, Ingeniøren bøger 2001
- VB.Net, Ingeniøren bøger 2003. Skrevet sammen med Poul M. Olsen.
- I Krig & Kærlighed - en bog om filmen og 1. Verdenskrig, Gyldendal 2018. Skrevet sammen med Hans Christian Davidsen.

### Antologier
Karsten Skov har bidraget til følgende antologier
- Alssund med andre øjne, 2015
- Alssund og det store atlas, 2016
- Heling og Deling, 2020